# Sandersville (Mississippi)
Sandersville é uma cidade  localizada no estado americano de Mississippi, no Condado de Jones.

## Demografia
Segundo o censo americano de 2000, a sua população era de 789 habitantes.
Em 2006, foi estimada uma população de 806, um aumento de 17 (2.2%).

## Geografia
De acordo com o United States Census Bureau tem uma área de
12,9 km², dos quais 12,8 km² cobertos por terra e 0,1 km² cobertos por água. Sandersville localiza-se a aproximadamente 100 m acima do nível do mar.

## Localidades na vizinhança
O diagrama seguinte representa as localidades num raio de 32 km ao redor de Sandersville.